# Протокол про попередження і припинення торгівлі людьми, особливо жінками і дітьми, і покарання за неї
Протоко́л про попере́дження і припи́нення торгі́влі людьми́, особли́во жінка́ми і ді́тьми, і покара́ння за неї, що допо́внює Конве́нцію ООН про́ти транснаціона́льної організо́ваної злочи́нності — юридично обов'язкова для держав-учасниць міжнародна угода, яка містить загальне міжнародне визначення «торгівлі людьми», спрямована на запобігання та боротьбу з такою злочинністю та сприяння міжнародній співпраці проти неї. Документ також висвітлює проблеми, пов'язані з торгівлею людьми, яка часто призводить до нелюдської, принизливої та небезпечної експлуатації жертв торгівлі людьми. Як і у випадку з материнською Конвенцією ООН проти транснаціональної організованої злочинності, очікується, що протокол стандартизує термінологію, закони та практику країн у цій галузі права.